# Darriwilium
| ❮ | System              | Serie              | Stufe       | ≈ Alter (mya) |
| ❮ | später              | später             | später      | jünger        |
| - | ------------------- | ------------------ | ----------- | ------------- |
| ❮ | O r d o v i z i u m | Ober- ordovizium   | Hirnantium  | 443,4 ⬍ 445,2 |
| ❮ | O r d o v i z i u m | Ober- ordovizium   | Katium      | 445,2 ⬍ 453   |
| ❮ | O r d o v i z i u m | Ober- ordovizium   | Sandbium    | 453 ⬍ 458,4   |
| ❮ | O r d o v i z i u m | Mittel- ordovizium | Darriwilium | 458,4 ⬍ 467,3 |
| ❮ | O r d o v i z i u m | Mittel- ordovizium | Dapingium   | 467,3 ⬍ 470   |
| ❮ | O r d o v i z i u m | Unter- ordovizium  | Floium      | 470 ⬍ 477,7   |
| ❮ | O r d o v i z i u m | Unter- ordovizium  | Tremadocium | 477,7 ⬍ 485,4 |
| ❮ | früher              | früher             | früher      | älter         |

Das Darriwilium ist in der Erdgeschichte die zweite chronostratigraphische Stufe der Mittelordovium-Serie des Ordoviziums. Die Stufe entspricht geochronologisch in etwa dem Zeitraum von etwa 467,3 bis etwa 458,4 Millionen Jahren. Das Darriwilium folgt auf das Dapingium und wird seinerseits vom Sandbium abgelöst.

## Namensgebung und Geschichte
Die Stufe ist nach dem Ort Darriwil im County of Grant (Victoria, Australien) benannt. Name und Stufe wurden bereits 1899 von Thomas Sergeant Hall (1858–1915) vorgeschlagen. Das Darriwilium entspricht dem höchsten Teil der früheren Arenigium-Serie (oder Stufe) sowie dem unteren Teil der früheren Llanvirnium-Serie (oder Stufe).

## Definition und GSSP
Die Untergrenze des Darriwilium wurde durch das Erstauftreten der Graptolithen-Art Undulograptus austrodentatus definiert, die Obergrenze durch das Erstauftreten der Graptolithen-Art Nemagraptus gracilis. Als globales Referenzprofil (GSSP = „Global Stratotype Section and Point“) des Darriwilium wurde jedoch ein Profil bei Huangnitang, Kreis Changshan, in der Provinz Zhejiang im südöstlichen China festgelegt.